# Bronzeamento solar

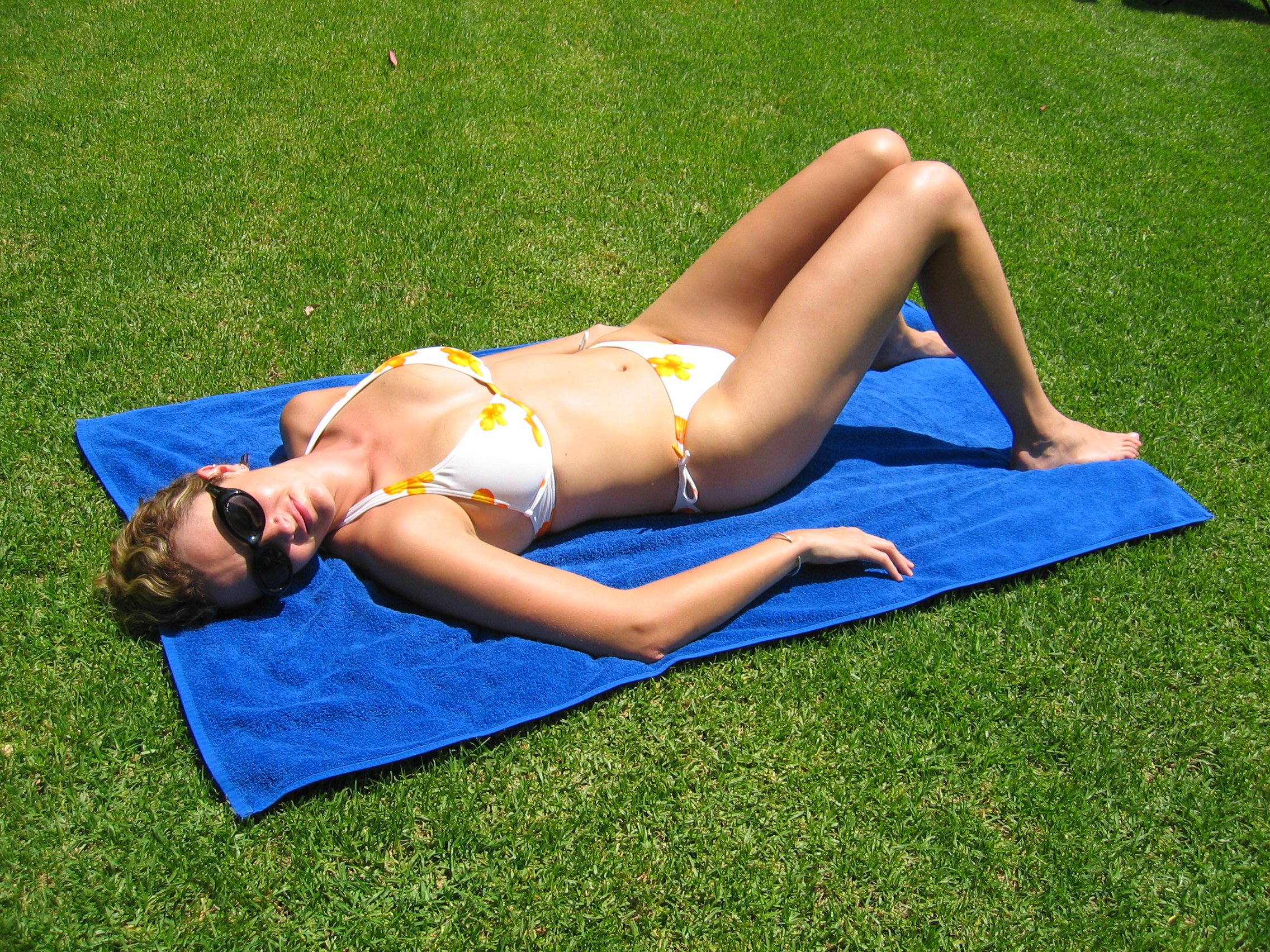
Apesar dos riscos, muitas adolescentes afirmaram em uma pesquisa da revista americana Seventeen que elas se sentiam "mais saudáveis, bonitas e sofisticadas", quando bronzeadas

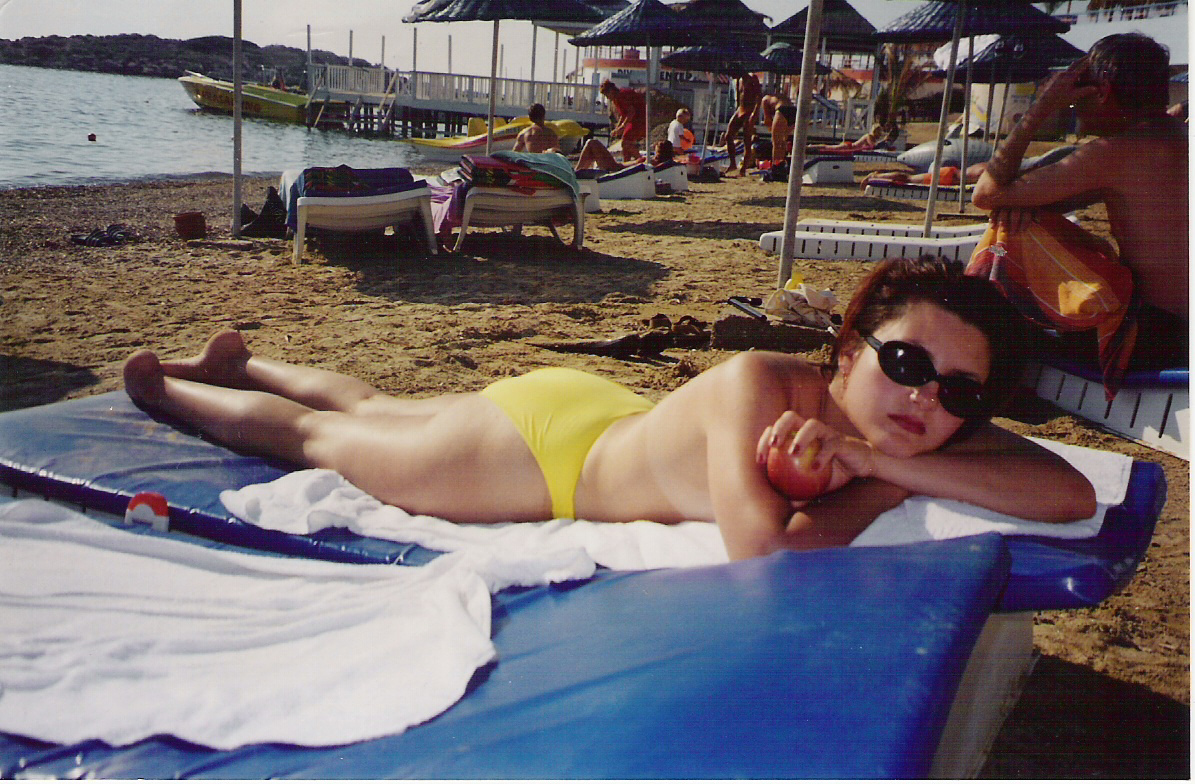
Turista russa bronzeando-se, na Turquia

O bronzeamento solar é um escurecimento da pele (especialmente das pessoas de pele mais clara) em resposta fisiológica natural estimulada pela exposição voluntária (banhos de sol) ou não à radiação ultravioleta da luz solar. Se uma área da pele for excessivamente exposta ao sol, esta área de bronzeamento pode desenvolver uma queimadura solar. O bronzeamento sai naturalmente, quando uma pessoa para de tomar sol com frequência. Os indivíduos diferem em sua sensibilidade à exposição ao sol e em sua capacidade de bronzear, principalmente dependendo do tipo de pigmentação da pele.

## Causa e efeito
O escurecimento da pele é causado pelo aumento ou liberação do pigmento melanina (que é castanho) dentro das células da pele horas após a exposição à radiação ultravioleta. A melanina é produzida e libertada pelas células chamadas melanócitos (quando sofrem uma lesão em seu DNA) e protege o corpo de absorver radiação solar em excesso, o que pode ser prejudicial. Dependendo de sua carga genética, algumas pessoas podem adquirir um bronzeado muito maior e mais rapidamente, enquanto outras pessoas não.
As frequências ultravioleta responsáveis pelo bronzeamento são frequentemente divididas em faixas UVA (comprimento de onda de 315 a 400 nm) e UVB (comprimento de onda de 280 a 315  nm). As ondas UVB têm maior energia que as UVA e são, consequentemente, mais danosas e carcinogênicas (causadoras de câncer).
Radiação UVB
- estimula a criação e secreção de nova melanina na pele
- acredita-se que causa a formação de pintas e alguns tipos de câncer de pele (excepto o melanoma).
- causa envelhecimento prematuro da pele (mas numa taxa muito mais lenta que a radiação UVA).
- estimula a produção de Vitamina D, que promove menores taxas de doenças e, ironicamente, menores taxas de cancro de pele e de outros tipos
- é mais propensa a causar queimaduras solares que a UVA como resultado da sobreexposição, entretanto a exposição moderada pode ser saudável
- é quase completamente bloqueada por praticamente todos filtros solares

Radiação UVA
- causa a liberação da melanina preexistente dos melanócitos
- faz com que a melanina se combine com o oxigênio (oxidação), o que gera a cor bronzeada da pele
- parece causar menos câncer que o UVB, mas causa melanoma, um tipo de cancro de pele muito mais perigoso que os outros tipos
- não é bloqueada por muitos filtros solares, mas é de certa forma bloqueada por algumas roupas
- está presente mais uniformemente durante o dia e as estações do que a radiação UVB

## Fatores que afetam o bronzeamento solar
Muitos fatores afetam o bronzeamento solar. Quem for se expor ao sol deve estar consciente dos maiores riscos que eles promovem.

### Hora do dia
Os raios de sol são mais fortes entre às 9h da manhã às 16h.

### Estação do ano
Durante as estações do ano há uma variação entre os índices de incidência da radiação UV, graças ao movimento de translação da Terra.

### Latitude
Quanto maior a latitude (distância da linha do equador) a que a pessoa estiver, menor será a radiação UV que incidirá sobre a mesma. Isto ocorre devido ao fato da perpendicularidade dos raios ser maior nos pontos mais próximos à latitude de 0 grau, onde a distância percorrida é inferior à percorrida em latitudes maiores.

### Altitude
A cada 300 metros o poder da radiação solar aumenta cerca de 4%. Isso ocorre porque a camada de ar atmosférico se torna cada vez menos espessa quanto maior for a altitude, em montanhas por exemplo.

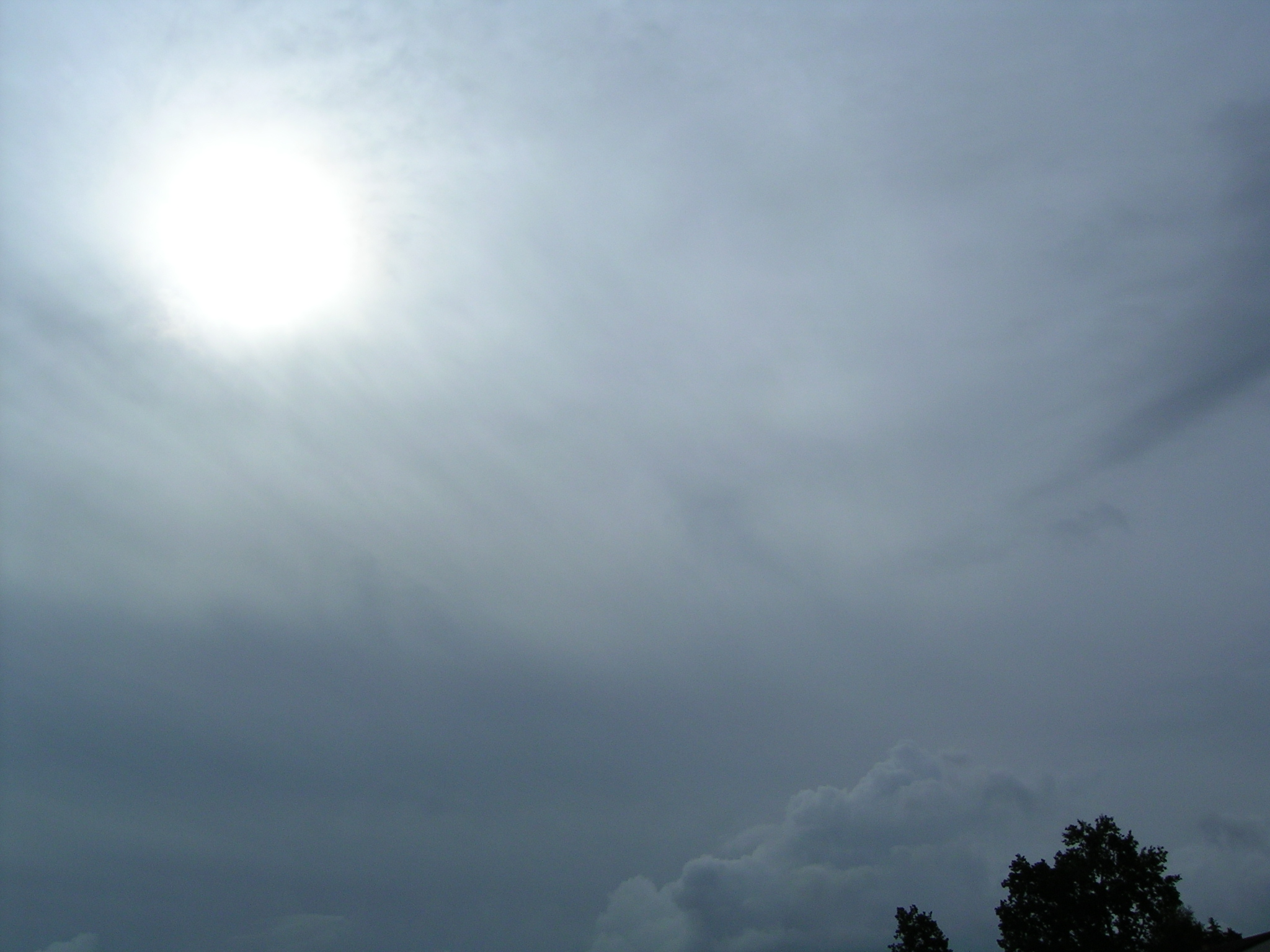
A cobertura de nuvens diminui parcialmente os índices de radiação UV, mas não cessa totalmente a radiação.

### Cobertura de Nuvens
A cobertura de nuvens no céu afeta muito mais a temperatura do que os índices de radiação UV. Como muitos raios UV ultrapassam as nuvens, uma pessoa pode se queimar em um dia de verão nublado e frio.

### Vento
O vento, ao refrescar a superfície da pele, dá a falsa sensação de que o bronzeamento não está ocorrendo. No entanto, as taxas de UVA e UVB continuam as mesmas na presença ou não do vento.

### Vidro
A maior parte dos vidros bloqueia os raios UVB, mas não os UVA. Isso faz com que eles diminuam bastante o risco de queimaduras, mas não evitam o risco de lesões causadas pelos raios UVA.

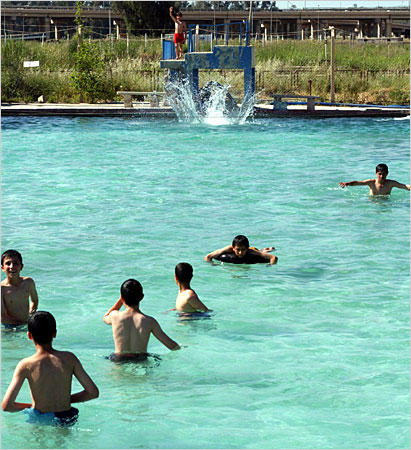
A piscina requer mais cuidado com o sol, devido à reflexão na superfície da água.

### Reflexão de superfície
Superfícies reflexivas como neve, areia e água (do mar, da piscina) podem aumentar consideravelmente a quantidade de radiação UV à qual a pele é exposta. Muitos esquiadores se queimam em dias nublados porque a neve aumenta a quantidade de raios ultravioleta a qual eles estão expostos. Da mesma forma, é mais fácil uma pessoa se queimar se exposta na praia (devido à areia e à água do mar) do que em seu quintal de casa, com gramado. Por fim, os vidros não contribuem muito para a reflexão dos raios UV.

### Temperatura
A temperatura do local onde a pessoa está exposta ao sol influencia muito pouco no bronzeado solar. Apesar de ventos, água e clima frio amenizarem a sensação de calor, os efeitos dos raios UV continuarão praticamente os mesmos.

## História cultural

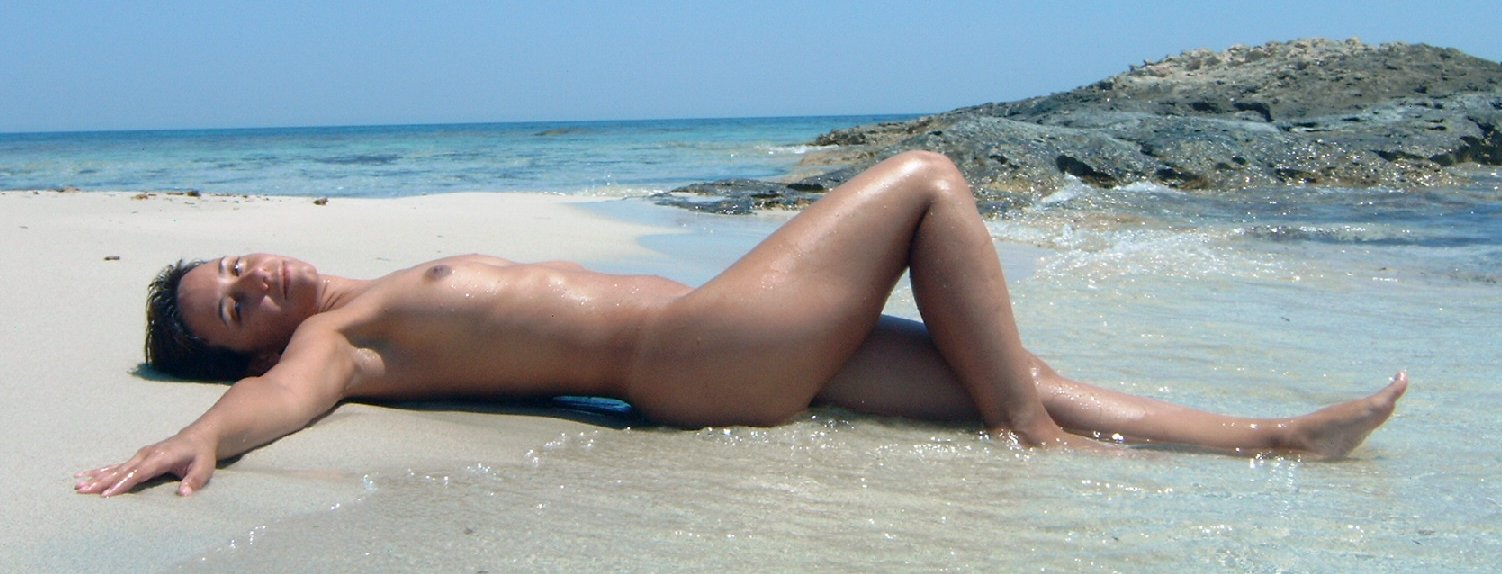
Banho de sol nu em uma praia de nudismo; muitas pessoas o fazem para prevenir as marcas do bronzeamento solar.

Culturalmente, um bronzeado pode ser considerado atrativo, embora varie conforme a moda. Na Roma antiga, as mulheres deliberadamente clareavam suas peles com cosméticos. Na época de Shakespeare, antes da revolução industrial, uma pele não-bronzeada significava um alto status na sociedade; em Muito Barulho por Nada, Ato II, Cena I, Beatriz observa sua falta de atratividade própria e sua falta de maridos:
Como todos vêm ao mundo mas eu, e eu sou bronzeada; eu devo sentar no canto e chorar por um marido!
Na Europa, durante a maior parte dos séculos XVIII e XIX, uma pele não-bronzeada era considerada atrativa, especialmente em mulheres, já que a pele bronzeada estava associada ao trabalho manual de pessoas que trabalhavam em fábricas ou como empregados de pessoas mais ricas. Ter a pele clara significava que a pessoa tinha riqueza suficiente para contratar outras pessoas para fazer o trabalho manual. Na França do século XVIII, membros da corte real enfatizaram este ponto ao passarem pó em seus rostos para que parecessem o mais branco possível. Como os padrões de trabalho mudaram durante o século XX, muitos trabalhos começaram a ser realizados dentro de prédios, e a pele bronzeada começou a ser vista como uma credencial para membros de classes que podiam adquirir momentos de lazer. Quando a famosa designer de moda Coco Chanel acidentalmente adquiriu um bronzeado durante uma viagem de férias à Riviera Francesa nos anos 1920's, ela impulsionou entre as pessoas de pele branca um desejo de ter a pele bronzeada. Nos anos 1960s, houve uma mudança primitiva do significado do bronzeado para a sociedade e a pele bronzeada entre os brancos frequentemente significava status social, riqueza e saúde. Como a maioria dos trabalhos de hoje em dia são realizados dentro de edificações, uma pessoa bronzeada entre brancos significa que ela teve a riqueza necessária para adquirir um tempo de lazer para si.

## Riscos à saúde

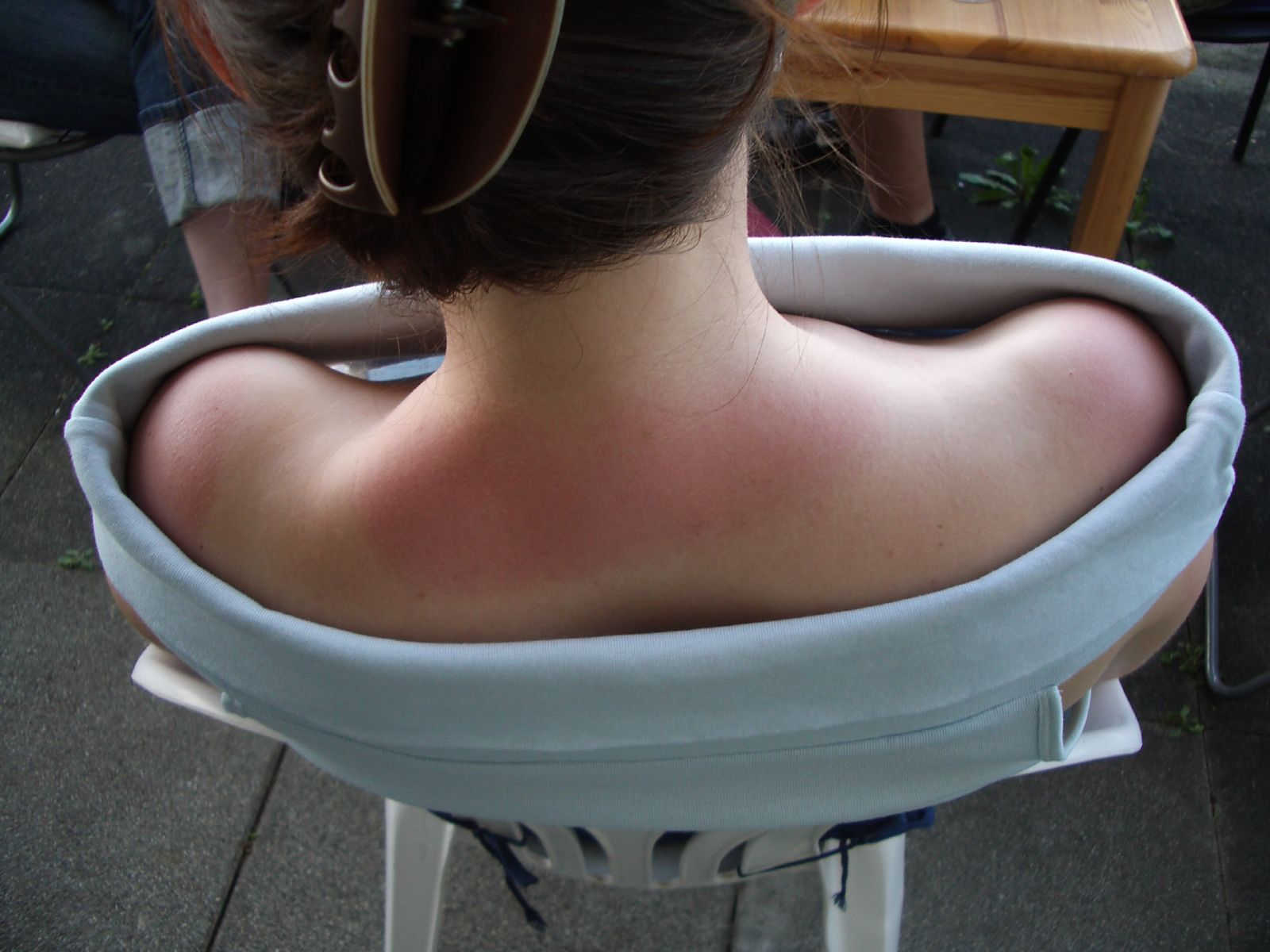
A queimadura solar é somente um dos diversos riscos que o bronzeamento solar em excesso pode causar à saúde

As queimaduras solares são um sintoma de dano à pele e estão associadas ao câncer de pele. A exposição em excesso ao sol tem sido relacionada ao melanoma. Sol em excesso pode levar a problemas oculares (se não forem utilizados óculos de sol com proteção UV), além de danos ao sistema imune.
As preocupações com os danos à pele devido à exposição aos raios UV têm resultado no desenvolvimento de produtos que dão a aparência de bronzeamento sem a exposição ao sol (veja bronzeamento artificial).
Um estudo por Mandeep Kaur, M. D., e outros autores, publicado na edição de Julho de 2004 do "Jornal da Academia Americana de Dermatologia, parte 1", sugere que o bronzeamento solar pode ser viciante. A luz ultravioleta estimula a produção de endorfina (através da produção de vitamina D), resultando numa sensação natural de bem-estar.

## Benefícios à saúde
Em 2002, o Dr. William B. Grant publicou um artigo afirmando que anualmente ocorrem 23.800 mortes prematuras nos Estados Unidos devido à exposição insuficiente aos raios UVB (aparentemente através da deficiência de vitamina D).  Esse número é muito maior do que o das 8.800 mortes causadas por melanomas ou carcinomas de células escamosas, então o efeito geral do bronzeamento solar deve ser benéfico. Outro efeito causado pela deficiência de vitamina D é a osteomalacia, que pode resultar em dores ósseas, dificuldade em suportar pesos e às vezes fraturas. Este trabalho foi atualizado por Grant et al. 2005  e Grant and Garland, 2006 
Além disso, foi descrito que na Espanha, o risco de um câncer de pele não-melanoma é balanceado pelo risco reduzido de 16 tipos de câncer [Grant, 2006] 
A radiação ultravioleta tem outras aplicações médicas, no tratamento de condições de pele como psoríase e vitiligo. A luz solar é informalmente considerada como um tratamento rápido para a acne, mas as pesquisas mostram que a longo prazo, a acne piora com a exposição solar e que atualmente já existem tratamentos mais eficientes (veja fototerapia).

## Prevenção

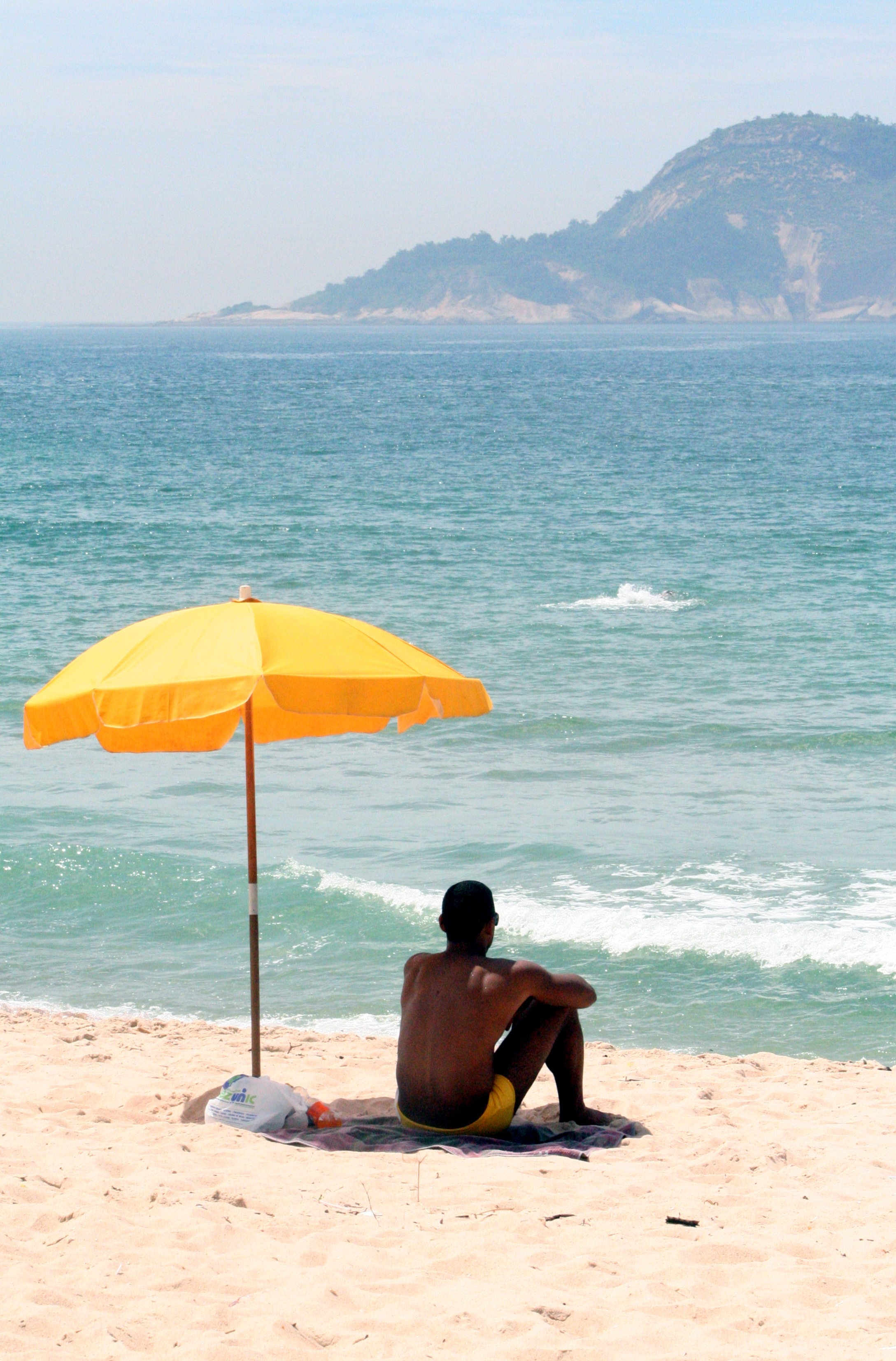
Proteção da pele através do uso de um guarda-sol

Ao contrário do que muitas pessoas pensam, a queimadura solar advém da radiação solar, e não do ar quente que envolve a pessoa (leia mais em radiação). Dessa maneira, a principal defesa para evitar queimaduras solares ou bronzeamento em excesso é cobrir a pele, usar chapéus e manter-se longe da luz direta do sol.
Se uma exposição longa ao sol não puder ser evitada ou for desejada, deve-se utilizar o filtro solar, óleo bronzeador ou outros cremes que reduzam a exposição ao sol. O número FPS (Fator de Proteção Solar) do filtro solar mostra a sua classificação de efetividade. Os produtos com um número FPS alto são aqueles designados para prover uma defesa maior para a pele contra os efeitos da radiação solar.
Cremes ou óleos bronzeadores, ficam geralmente em maior quantidade em algumas pares da pele do que outras. Isso pode fazer com que algumas partes da pele recebam mais raios UVA e UVB do que outras, logo sofrendo queimadura solar. Por esta razão, os cremes e óleos bronzeadores podem aumentar a ocorrência de câncer ou de outras doenças da pele.
Para aqueles que desejarem se bronzear, alguns dermatologistas recomendam as seguintes medidas preventivas:
- Certifique-se de que o seu filtro solar bloqueia os raios UVA e UVB. Estes tipos de produto, chamados de "filtro solar de amplo espectro", contêm mais ingredientes ativos. Um filtro solar preferencialmente também deve ser hipoalergênico e não-comedogênico, de modo que não causem erupção ou obstrução dos poros, o que pode gerar acne.
- O filtro solar precisa ser aplicado em grande quantidade para ter o resultado esperado. As pessoas frequentemente não aplicam uma quantidade suficiente de filtro solar para obter a proteção total do FPS. Em caso de dúvidas sobre a quantidade de produto a ser utilizada, ou desconforto com a quantidade aplicada, a troca por um filtro solar com FPS maior pode ajudar.
- Reaplique o filtro solar sempre a cada 2-3 horas e depois de nadar ou suar. Quando for se expor diretamente ao sol, use um filtro solar com um FPS maior (como FPS 30). Para praticar esportes o filtro solar também deve ser à prova d'água e de suor.
- Os raios de sol são mais fortes entre 10h da manhã às 16h, então pausas na sombra são recomendadas entre estes horários. Os raios solares são mais fortes em elevações mais altas (montanhas) e em baixas latitudes (perto da linha do equador). Um modo de saber o risco da exposição ao sol, na falta de um relógio, é comparar o tamanho da sombra da pessoa com o seu tamanho. Se o tamanho da sombra for menor que a pessoa, o risco de queimaduras solares é muito grande.
- O uso de chapéu com aba e óculos de sol com proteção antiUV proporciona uma proteção de quase 100% contra a entrada da radiação ultravioleta nos olhos.
- É importante lembrar-se de observar se há no local de exposição ao sol superfícies reflexivas como neve, água (do mar, da piscina), areia, que podem aumentar consideravelmente a quantidade de radiação UV à qual a pele é exposta.

A "Academia Americana de Dermatologia" recomenda o uso de óculos de sol e vestimenta de roupas que protejam do sol.
Nota 1: Nem todos especialista concordam com a visão da Dermatologia de que toda exposição ao sol faz mal; muitos acreditam que a exposição moderada ao sol é saudável. Muitos profissionais qualificados acreditam que os dermatologistas têm de fato causado mais prejuízo do que benefício ao recomendar a população a ter pouca exposição ao sol, de modo que as pessoas não possam produzir vitamina D o suficiente para manter a saúde e evitar a osteoporose.
Nota 2: De fato toda exposição solar se traduz em dano celular. A questão a que se refere a primeira nota está na dependência do tipo de pele. Um negro tem uma camada de proteção solar muito intensa e deve se expor ao sol para produção da vitamina D3. Enquanto o branco (fototipo I) com uma pequena camada melânica de proteção já apresenta produção de vitamina D3 apenas com a irradiação indireta ao sol. Mais um dado que contrapõe a nota 1 é a incidência de Melanoma mundial. A Austrália e a região sul do Brasil - compostos predominantemente de brancos, são regiões que apresentam as maiores incidência relativa de Melanoma. Um dogma dermatológico concreto e científico é: O câncer de pele é plantado na infância, cultivado na puberdade e colhido na vida adulta.
Nota 3: Os dois principais elementos na prevenção da osteoporose são alimentação adequada e efeito piezo-elétrico sobre o osteoblasto. Este efeito ocorre principalmente em caminhadas. Assim, a indicação médica para se expor ao sol a fim de prevenir a osteoporose deve prever os prós e contras: tipo da pele, risco da osteoporose, o grau de osteopenia e/ou osteoporose, fatores associados (dieta, fumador, etilista, medicamentos) etc.